# Tamara Karsàvina
Tamara Platónovna Karsàvina, rus: Тама́ра Плато́новна Карса́вина (Sant Petersburg, Rússia, 10 de març de 1885 - Beaconsfield, Buckinghamshire, prop de Londres, 26 de maig de 1978), fou una ballarina russa, coneguda per la seva bellesa, que va ser l'artista principal del Ballet Imperial Rus i més tard dels Ballets Russos de Sergei Diaghilev. Després d'establir-se a Gran Bretanya, en concret a Hampstead de Londres, va començar a ensenyar ballet professionalment i va ser reconeguda com una de les fundadores del ballet britànic modern. Va col·laborar en la creació del Royal Ballet i va ser membre fundador de la Royal Academy of Dance, que va vicepresidir del 1930 al 1955.

## Família i joventut

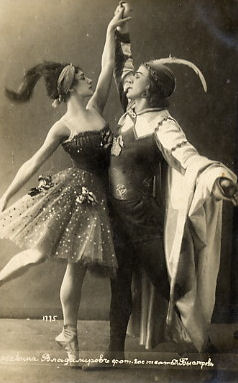
Karsavina i Vladimirov

Tamara Karsavina va néixer a Sant Petersburg, filla de Platon Konstantinovich Karsavin i la seva dona, Anna Iosifovna (de soltera Khomyakova). Ballarí principal i mim de l'Imperial Ballet, Platon també va ensenyar com a instructor a l'Acadèmia Vagànova de Ballet. Comptava entre els seus alumnes amb Michel Fokine, que seria futur company de ball i amant de la seva filla.
El germà gran de Karsavina, Lev Platonovich Karsavin (1882–1952) es va ser un filòsof religiós i historiador medieval. La seva neboda, Marianna Karsavina (1910–1993), es va casar amb l'autor i mecenes artístic ucraïnès Pyotr Suvchinsky. A través de la seva mare, Karsavina estava relacionada, tot i que de manera llunyana, amb el poeta religiós i cofundador del moviment eslavòfil, Aleksey Khomyakov.
El pare de Karsavina havia estat l'alumne predilecte de Marius Petipa, professor i coreògraf, però la seva relació es va anar deteriorant. Karsavina sospitava que Petipa estava darrere de la "intriga política" que va provocar que el seu pare es veiés obligat a jubilar-se anticipadament. Tot i que el seu pare va continuar ensenyant a l'Escola de Ballet Imperial i també va conservar alguns alumnes, va quedar desil·lusionat per aquesta experiència.
Karsavina va escriure més tard:
Crec que el cop al seu orgull va pesar més a l'hora de prendre una decisió que les consideracions econòmiques. Al cap i a la fi, sempre hem viscut a curt termini, mai mirant cap endavant, gastant més quan hi havia alguna cosa per gastar, fent com podíem quan no n'hi havia. El pare tenia motius per esperar que el mantinguessin per a un segon servei, com altres artistes de la seva posició. Estava adolorit de despedir-se de l'escenari.

## Educació

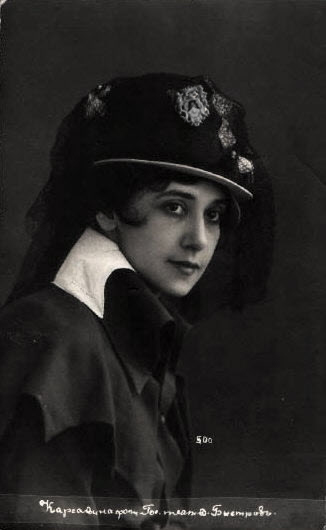
Tamara Platonovna Karsavina, Sant Petersburg, cap al 1915

A causa de les seves amargues experiències, Platon inicialment es va negar a permetre que Karsavina estudiés ballet, però la seva mare va intercedir.
""El somni de la mare era que fos ballarina", va escriure Karsavina més tard. ""És una bella carrera per a una dona", deia, "i crec que ha de tenir una inclinació per l'escenari; li agrada disfressar-se, i sempre està davant el mirall."
Sense demanar el permís al pare, la mare de Karsavina va organitzar que comencés a prendre classes amb una amiga de la família, la ballarina jubilada Vera Joukova. Quan Platon es va assabentar mesos més tard que la seva filla havia començat les lliçons de ball, va prendre's la notícia amb calma i es va acabar convertint en el seu principal instructor. Lluny de rebre un tracte preferent, però, Karsavina es referia al seu pare com el seu "professor més exigent... i al to del seu violí em vaig esforçar al màxim".
El 1894, després d'un examen rigorós, Karsavina va ser acceptada a l'Escola Imperial de Ballet. A instància de la seva mare, Karsavina va optar per graduar-se abans del previst a principis de 1902. En aquell moment era inaudit que les dones comencessin a ballar professionalment abans dels divuit anys, però el seu pare havia perdut la seva posició de professor a l'escola l'any 1896, deixant la seva família en greus dificultats financeres. Necessitaven desesperadament els petits ingressos que esperava rebre Karsavina com a ballarina amb el cos de ballet.
Després de graduar-se a l'Escola de Ballet Imperial, Karsavina va gaudir d'un ascens meteòric, convertint-se ràpidament en una ballarina líder de l'Imperial Ballet. Va ballar tot el repertori de Petipa.

## Trajectòria
Els papers més famosos de Karsavina van ser Lise a La Fille Mal Gardée, Medora a Le Corsaire i la Donzella del tsar a El petit cavallet geperut. Va ser la primera ballarina que va ballar a l'anomenat Le Corsaire Pas de Deux l'any 1915.
El coreògraf George Balanchine va dir que tenia bons records de veure-la quan era estudiant a l'Imperial Ballet School. Poc abans de 1910, va ser convidada regularment a ballar a París amb els Ballets Russes de Sergei Diaghilev. Durant els anys a la companyia, va fer molts dels seus papers més famosos als ballets de Mikhail Fokine, com Petrushka i Le Spectre de la Rose. Va ballar aquest darrer amb Harold Turner. Potser va ser més famosa per fer el paper principal a The Firebird de Fokine amb Vaslav Nijinsky, la seva parella ocasional. (Aquest paper es va oferir originalment a Anna Pavlova, que no va poder acceptar la sorprenentment nova partitura de Stravinsky.)

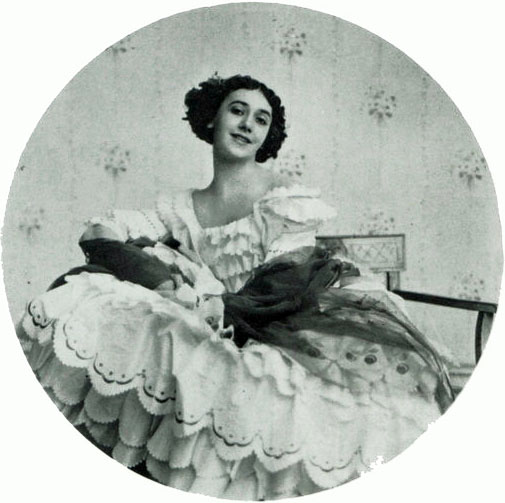
Tamara Karsavina

Karsavina va abandonar Rússia el 1918, just abans que els bolxevics sembressin el terror a l'inici de la Guerra Civil Russa, i es va traslladar a París, on va continuar la seva relació amb els Ballets Russos com a ballarina principal.
Mentrestant, el seu germà Lev Platonovich Karsavin va ser expulsat de Rússia el 1922 pels bolxevics en un dels vaixells dels filòsofs. El 1928 es va traslladar a la Lituània que feia poc que s'havia independitzat, on se li va concedir una càtedra universitària d'història cultural (1928-1939), però quan els soviètics van ocupar Lituània, va ser arrestat i deportat a un gulag, on va morir el 1952.
Les memòries de Karsavina, que s'anomenen Theatre Street (que era el nom del carrer on es trobava l'Escola de Ballet Imperial, per la seva proximitat amb el Teatre Alexandrovskii), descriuen la seva formació a l'Escola Imperial de Ballet, i la seva carrera al Teatre Mariinsky i als Ballets Russos. En el món ultracompetitiu del ballet, era gairebé universalment estimada. Karsavina sí que va tenir un rival destacat en Anna Pavlova; però a Theater Street, Karsavina sempre en parla amb amabilitat i generositat, per exemple "Pavlova en aquell moment [quan era una companya d'escola] gairebé no es va adonar que en la seva forma flexible i en les seves limitacions tècniques hi havia la força més gran de la seva personalitat encantadora".

## Vida personal
El 1904, guiada per la seva mare, Anna Iosifovna, Karsavina va rebutjar una proposta de matrimoni de Mikhail Fokine. Això va provocar un malestar creixent entre els dos. Més tard va assegurar que Fokine rarament parlava amb ella fora de l'estudi de ballet.
L'any 1907, guiada de nou per la seva mare, es va casar amb el funcionari Vasili Vasilievich Mukhin (1880 – post 1941), a la capella de l'Escola de Ballet. Mukhin de tant en tant viatjava amb ella a les gires de Diaghilev.
El juny de 1918, un any després del seu divorci amb Mukhin, Karsavina es va casar amb el diplomàtic britànic Henry James Bruce (1880–1951). Va ser el pare del seu fill Nikita (1916–2002).

## Darrers anys
Karsavina es va traslladar a Hampstead, barri de Londres, on va continuar en el món del ballet.

De tant en tant va col·laborar en la reactivació dels ballets en què havia ballat, sobretot Spectre de la Rose, en els quals va entrenar a Margot Fonteyn i Rudolf Nureyev. Va ser professora de ballet de Lady Ursula Manners. El 1959, Karsavina va assessorar Sir Frederick Ashton sobre el seu important èxit de La Fille Mal Gardée per al Royal Ballet. Ella li va ensenyar el diàleg mímic original de Petipa per a la celebrada escena "When I'm Married", així com la seva coreografia per al "Pas de Ruban", dos passatges que encara es conserven a la producció d'Ashton.

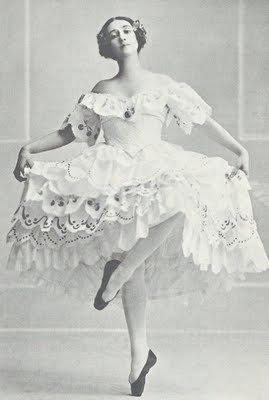
Tamara el 1912
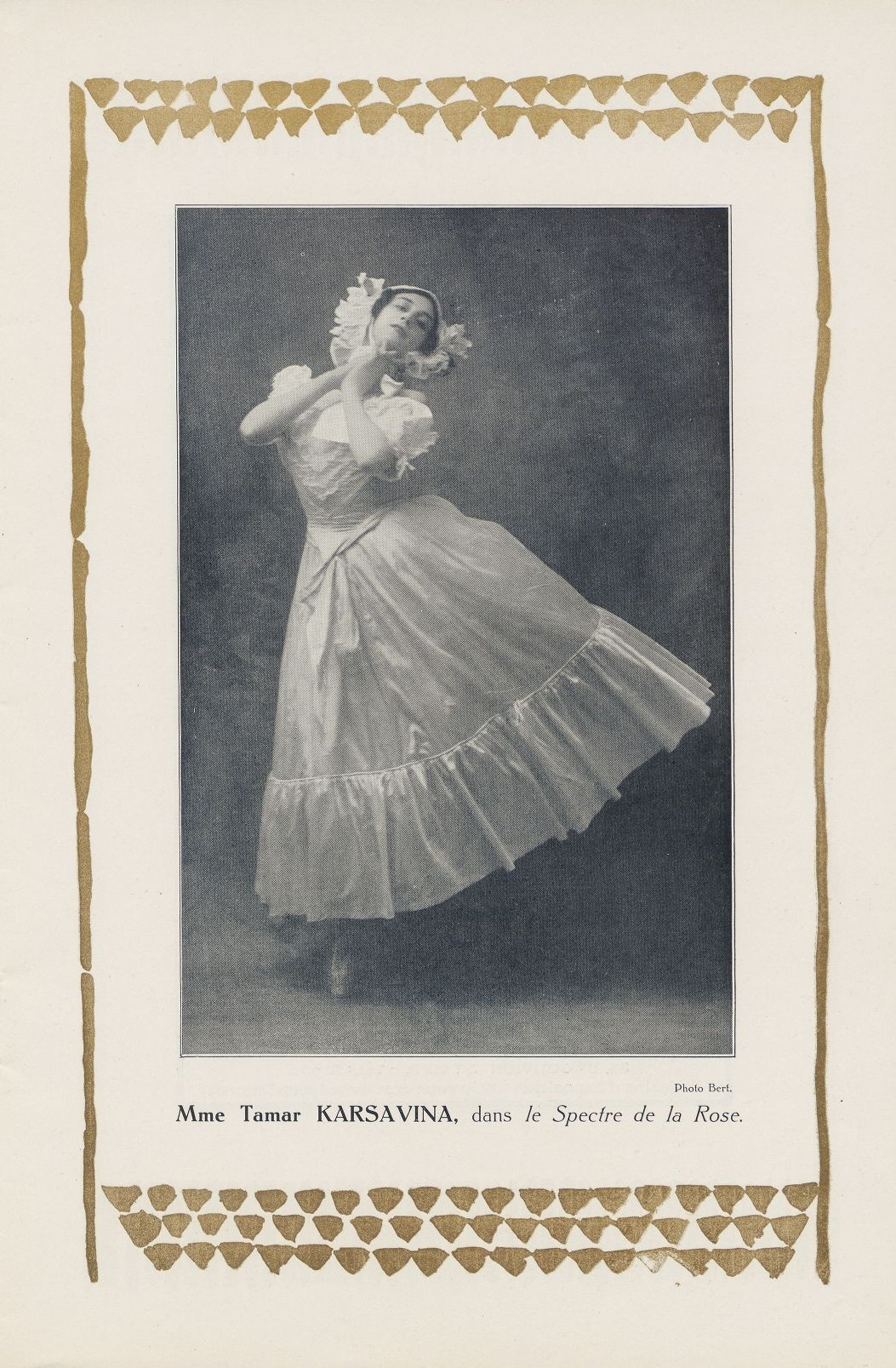
Karsavina amb els Ballets Russos, 1913
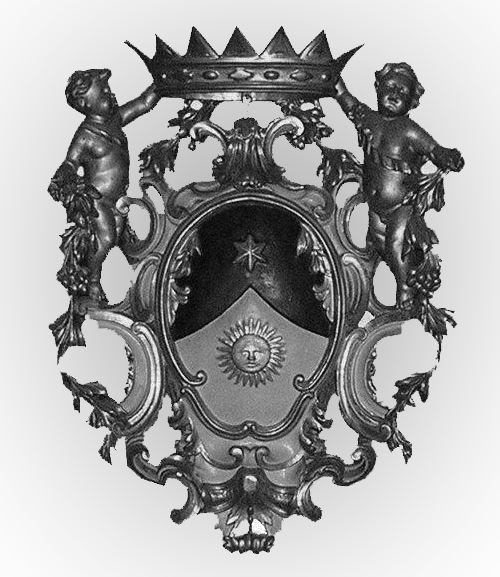
La seva joia preferida
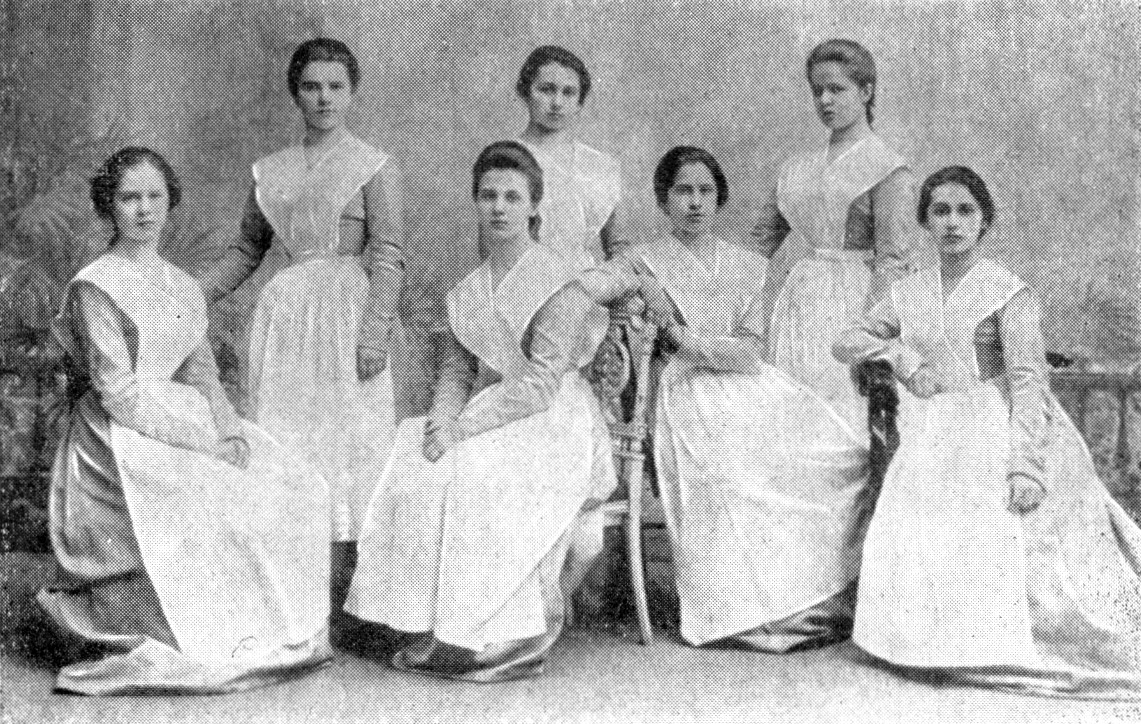
Foto de la classe de graduació de l'escola de ballet, el 1902. Tamara Karsavina és la que està més a la dreta
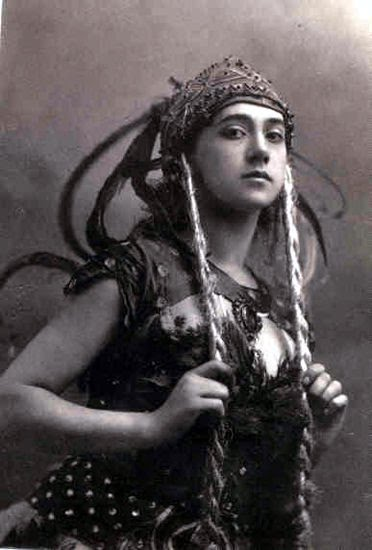
Tamara Karsavina a "L'Oiseau de feu" / Firebird (1910)
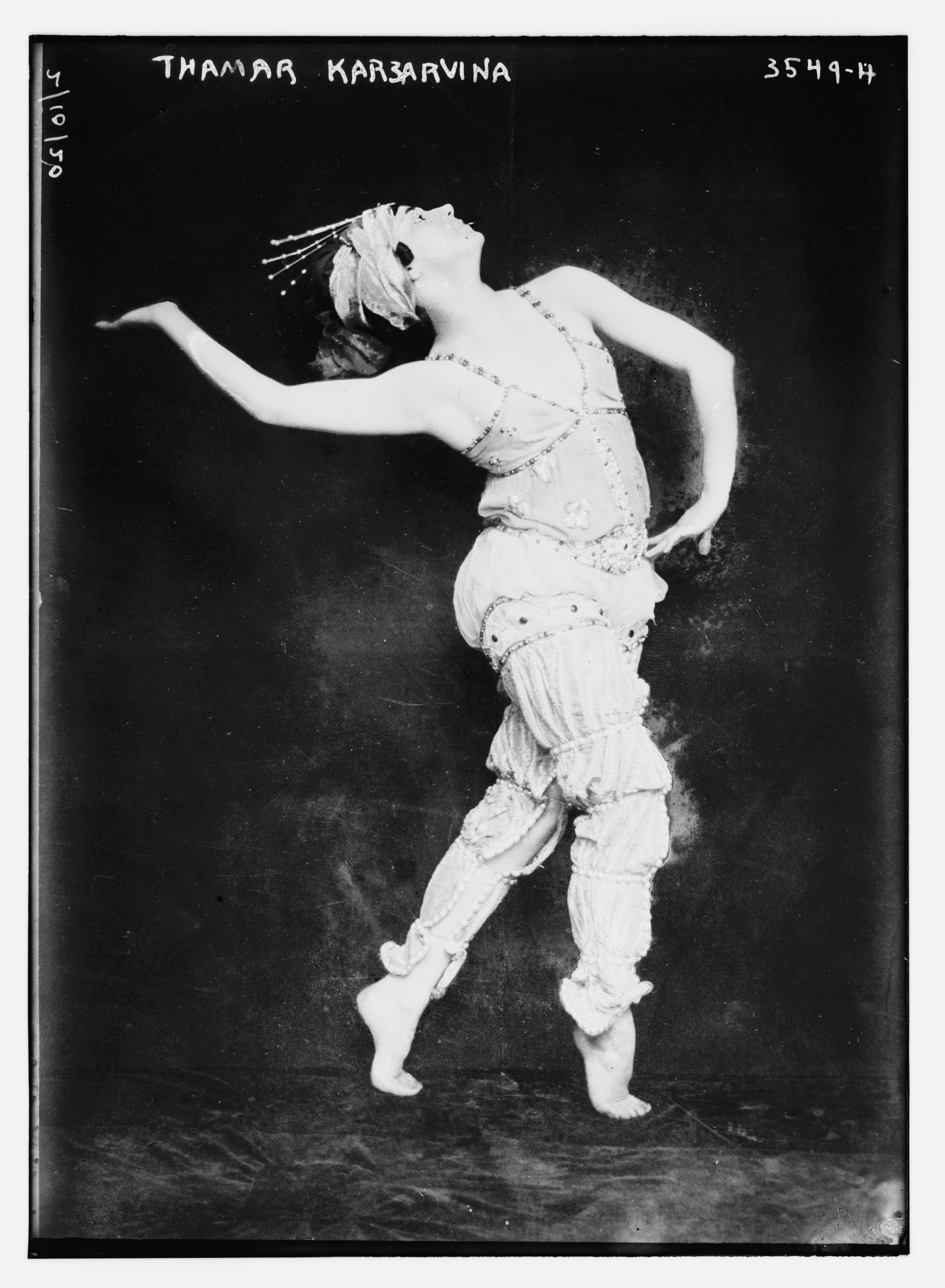
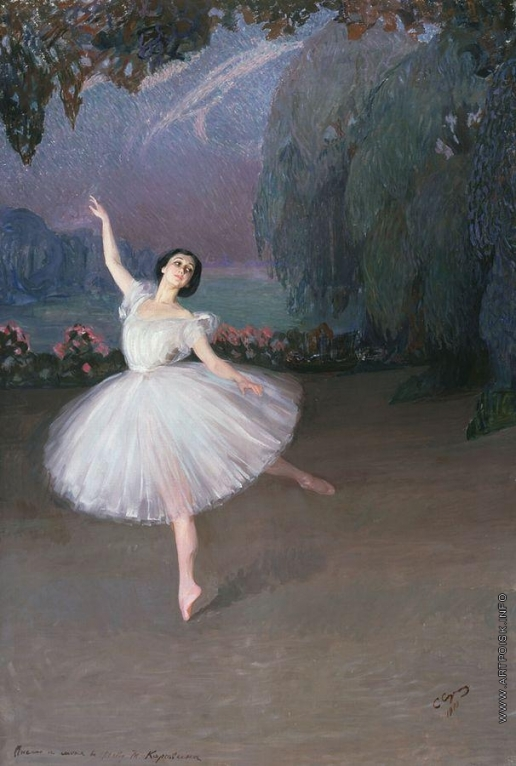
Tamara Karsavina a Les Sylphides de Savely Sorin

## Publicacions
Tamara Karsavina: "A Recollection of Strawinsky", a Tempo, núm. 8 (Número Strawinsky), Estiu 1948, pp. 7–9.
Tamara Karsavina. Carrer del Teatre: Les reminiscències de Tamara Karsavina. Londres: Heinemann, març de 1930; reimprès el març de 1930. Amb un pròleg de James Matthew Barrie. El marit de Karsavina va afirmar que ella mateixa va escriure les seves memòries, directament en anglès. Les edicions posteriors en rus (i altres idiomes) en són traduccions. Segona edició, revisada: Londres: Constable, 1948, i Nova York: EPDutton, 1950. En un pròleg d'aquesta edició, datat el 20 d'octubre de 1947, Karsavina afirma: "Vaig acabar d'escriure aquest llibre el 20 d'agost de 1929, el dia que vaig saber de la mort de Diaghileff. No vaig canviar aleshores el que havia escrit sobre ell: el vaig deixar encara viu tal com l'havia conegut. En aquesta edició revisada he fet el mateix. Però he afegit un capítol en un intent d'aportar una certa unitat als trets de la personalitat de Diaghileff, alguns dels quals estan escampats pel llibre."